# Darlin Johancy Michel
Pour les articles homonymes, voir Michel.
 (mai 2022).
La mise en forme du texte ne suit pas les recommandations de Wikipédia : il faut le « wikifier ».
Les points d'amélioration suivants sont les cas les plus fréquents :
- Les titres sont pré-formatés par le logiciel. Ils ne sont ni en capitales, ni en gras.
- Le texte ne doit pas être écrit en capitales (les noms de famille non plus), ni en gras, ni en italique, ni en « petit »…
- Le gras n'est utilisé que pour surligner le titre de l'article dans l'introduction, une seule fois.
- L'italique est rarement utilisé : mots en langue étrangère, titres d'œuvres, noms de bateaux, etc.
- Les citations ne sont pas en italique mais en corps de texte normal. Elles sont entourées par des guillemets français : « et ».
- Les listes à puces sont à éviter, des paragraphes rédigés étant largement préférés. Les tableaux sont à réserver à la présentation de données structurées (résultats, etc.).
- Les appels de note de bas de page (petits chiffres en exposant, introduits par l'outil «  Source ») sont à placer entre la fin de phrase et le point final[comme ça].
- Les liens internes (vers d'autres articles de Wikipédia) sont à choisir avec parcimonie. Créez des liens vers des articles approfondissant le sujet. Les termes génériques sans rapport avec le sujet sont à éviter, ainsi que les répétitions de liens vers un même terme.
- Les liens externes sont à placer uniquement dans une section « Liens externes », à la fin de l'article. Ces liens sont à choisir avec parcimonie suivant les règles définies. Si un lien sert de source à l'article, son insertion dans le texte est à faire par les notes de bas de page.
- La présentation des références doit suivre les conventions bibliographiques. Il est recommandé d'utiliser les modèles {{Ouvrage}}, {{Chapitre}}, {{Article}}, {{Lien web}} et/ou {{Bibliographie}}. Le mode d'édition visuel peut mettre en forme automatiquement les références.
- Insérer une infobox (cadre d'informations à droite) n'est pas obligatoire pour parachever la mise en page.

Pour une aide détaillée, merci de consulter Aide:Wikification.
Si vous pensez que ces points ont été résolus, vous pouvez retirer ce bandeau et améliorer la mise en forme d'un autre article.
Darlin Johancy Michel, né le 8 janvier 1988 dans la commune de Carrefour en Haïti est un guitariste, compositeur, pianiste  et opérateur culturel .

## Biographie
Darlin Johancy Michel est né le 8 janvier 1988 dans la commune de Carrefour. Il a fait ses études primaires au Village de Micky (Carrefour) et ses études secondaires au Collège Adventiste de Diquini et à l'Institution de la Source. Il a entamé jusqu’à la deuxième année des études universitaires en diplomatie à l'Académie Nationale Diplomatique et Consulaire (ANDC) avant de se consacrer définitivement à la musique. Grâce au soutien de ses parents, très jeune, il cotoie le domaine musical. En 2013, il est lauréat du concours de musique «Next Beat Haïti», organisé par l'association musicale "Ayiti Mizik" et la fondation "Haïti Jazz". 
Le samedi 1er octobre 2016, ce jeune musicien signe son premier album  de chansons intitulé Rêve Grand, comportant onze titres qu'il a composés et écrits lui-même. Cet album est produit par Charlemagne Fortun, ingénieur du son originaire de Jacmel. Les textes de cet album ont été inspirés par son parcours et de la vie de son entourage, affirme le jeune homme.
En 2017 , il a laissé sa ville natale, Carrefour, pour s'installer à Jacmel.  À son actif, dans la cité Alcibiade Pommayrac de Jacmel, il travaille en tant que pianiste et opérateur culturel et arrive à mettre en place à Jacmel une activité dénommée "Jeux dits pwezi" qui vise à redynamiser le secteur culturel de Jacmel  .
"Jeux Dits Pwezi" est un mélange de musique, de  poésie et d’autres disciplines artistiques. "il est l'un des événements artistiques qui durent autant et ce, de manière régulière à Jacmel”. Pour se faire exister à Jacmel, l'opérateur culturel, Darlin Johancy Michel, organise régulièrement des activités, dont Jeux dits pwezi (de 2019 à nos jours), Festival de la musique du vieux four (2019), Festi Latousen (2019), Noël en musique (2019), Kwen Kretyen (2020). Comme directeur artistique, il a dirigé "Femmes en chœur" (2019), "Jacmel Talents" (2020) et 12 RZ (2021).

## Discographie

### Albums
- 2016 : Rêve Grand| No | Titre                 | Durée |
| -- | --------------------- | ----- |
| 1. | Un trop               |       |
| 2. | Matant                |       |
| 3. | Kafou gen moun toujou |       |
- 2018 : Rèv nou[6]| No | Titre   | Durée |
| -- | ------- | ----- |
| 1. | Rèv nou | 3:41  |

## Distinction
- 2013, lauréat du concours de musique « Next Beat Haïti », organisé par l'association musicale Ayiti Mizik et la fondation Haïti Jazz.